# Purba Bardhaman
Purba Bardhaman (bengalisch পূর্ব বর্ধমান Pūrba Bardhamān) ist ein Distrikt des indischen Bundesstaats Westbengalen. Verwaltungs- und Wirtschaftszentrum ist die Stadt Bardhaman.

## Geographie
Der Distrikt Purba Bardhaman liegt im Süden des Bundesstaats Westbengalen und grenzt im Norden an die Distrikte Birbhum und Murshidabad, im Osten an den Distrikt Nadia, im Südosten und Süden an den Distrikt Hugli, im Südwesten an den Distrikt Bankura sowie im Nordwesten an den Distrikt Paschim Bardhaman. Der Distrikt hat eine Fläche von 5433 km². Die bedeutendsten Gewässer sind die Flüsse Ajay und Damodar.

## Geschichte
Im Altertum und Mittelalter gehörte es nacheinander zu verschiedenen buddhistischen und hinduistischen Reichen. Bengalen war bis in das 13. Jahrhundert eine Hochburg des Buddhismus. Im späten 12. Jahrhundert fiel das Gebiet an das Sultanat von Delhi und war von 1352 bis 1574 Teil des Sultanats von Bengalen. Im Jahr 1574 wurde es Teil des Mogulreichs. Nach der Schlacht von Buxar wurde das Gebiet des heutigen Distrikts bis 1948 Teil der Präsidentschaft Bengalen. Unter der britischen Herrschaft entstanden die subdivisions Bardhaman (Burdwan), Kalna und Katw als Teil des Distrikts Bar(r)dhaman (Burdwan). Nach Aufteilung des Distrikts Bardhaman entstand aus den vier subdivisions Bardhaman North, Bardhaman South, Kalna und Katwa am 4. April 2017 der heutige Distrikt Purba Bardhaman.

## Bevölkerung
Anmerkung: der Distrikt wurde zwar erst 2017 geschaffen. Doch gab es bereits früh die subdivisions Bardhaman (Burdwan; später in Bardhaman North und Bardhaman South aufgeteilt), Kalna und Katwa, die das gleiche Gebiet wie der heutige Distrikt Purba Bardhaman abdecken. Alle Einwohnerzahlen stammen aus den Ergebnissen der indischen Volkszählungen für die Subdivisions Bardhaman (später Bardhaman North und Bardhaman South), Kalna und Katwa im Distrikt Bar(r)dhaman (auch Burdwan).

### Einwohnerentwicklung
In den ersten Jahrzehnten des 20. Jahrhunderts wuchs die Bevölkerung nur schwach. Dies wegen Seuchen, Krankheiten und Hungersnöten. Seit der Unabhängigkeit Indiens hat sich die Bevölkerungszunahme stark gesteigert. Während die Bevölkerung in der ersten Hälfte des 20. Jahrhunderts nur um rund 23 % zunahm, betrug das Wachstum in den 50 Jahren zwischen 1961 und 2011 143 %. Die Bevölkerungszunahme zwischen 2001 und 2011 lag allerdings bei nur 11,35 % oder rund 493.000 Menschen. Offizielle Bevölkerungsstatistiken für ganz Indien und die heutigen Gebiete sind seit 1872 bekannt und veröffentlicht.
| Jahr      | 1901      | 1911      | 1921     | 1931      | 1941      | 1951      | 1961      | 1971      | 1981      | 1991      |
| Einwohner | 1.157.295 | 1.145.286 | 1.03.802 | 1.112.614 | 1.285.037 | 1.422.395 | 1.991.543 | 2.477.524 | 2.958.723 | 3.643.833 |

### Bedeutende Orte
Im Distrikt gibt zahlreiche Orte, die als Städte (towns und census towns) gelten. Dennoch ist der Anteil der städtischen Bevölkerung im Distrikt relativ gering. Denn nur 726.345 der 4.835.532 Einwohner oder 15,02 % leben in städtischen Gebieten. Die sechs Metropolen sind:

## Verkehr
Viele Dörfer sind über Buslinien an das regionale Verkehrsnetz angeschlossen. Hinzu kommen als überregionale Straßenverbindungen mehrere National Highways und State Highways. Auf dem Gebiet des Distrikts gibt es etliche Bahnhöfe an den Bahnlinien Richtung Kolkata und nach Nordostindien und Nordindien.

## Verwaltungsgliederung
Der Distrikt Purba Bardhaman besteht aus den vier Subdivisions Kalna, Katwa, Bardhaman Sadar North und Bardhaman Sadar South. Diese teilt sich in die Städte Bardhaman, Dainhat, Guskara, Kakna, Katwa und Memari sowie die 23 C.D. Blocks Ausgram I, Ausgram II, Bhatar, Burdwan I, Burdwan II, Galsi I, Galsi II, Jamalpur, Kalna I, Kalna II, Katwa I, Katwa II, Ketugram I, Ketugram II, Khandaghosh, Manteswar, Memari I, Memari II, Mongakote, Purbasthali I, Purbasthali II, Raina I and Raina II auf. Auf der untersten Verwaltungsstufe gibt es sechs Stadtverwaltungen (panchayat samitis) und 215 Dorfverwaltungen (gram panchayats) für die 2102 bewohnten Dörfer.